# 페코리노 로마노
페코리노 로마노(이탈리아어: Pecorino Romano pekoˈriːno roˈmaːno[*])는 이탈리아의 짠 맛이 나는 경성 치즈로, 양젖으로 만들어져 주로 강판으로 갈아서 사용한다. "페코리노"라는 명칭은 "양에서 유래한" "양 것의"라는 뜻의 이탈리아어 단어이다. 치즈의 명칭은 상표가 아닌 단순한 설명 형태로 보호를 받는다: "페코리노 로마노 [치즈]"는 단순히 "로마의 양젖 [치즈]이다"라고 설명이 되어 있다.
비록 이 치즈의 원산지는 라치오 주이지만, 이름과 다르게 대부분의 치즈는 사르데냐 섬에서 생산되고 있다. "페코리노 로마노"는 명칭이 유럽 경제 공동체의 법에 따라 이탈리아산으로 등록, 보호되고 있다.
페코리노 로마노는 고대 로마 군단병의 주식이었다. 오늘날에도 본래의 제조과정에 따라 만들어지는 이탈리아의 손꼽히게 유서가 깊은 치즈이다. 로마인 가정은 오월제의 로마 캄파냐 여정에 페코리노와 누에콩을 함께 먹은 것으로 기록되어 있다. 이 치즈는 중부와 남부 이탈리아에서 애용되고 있다.

## 종합

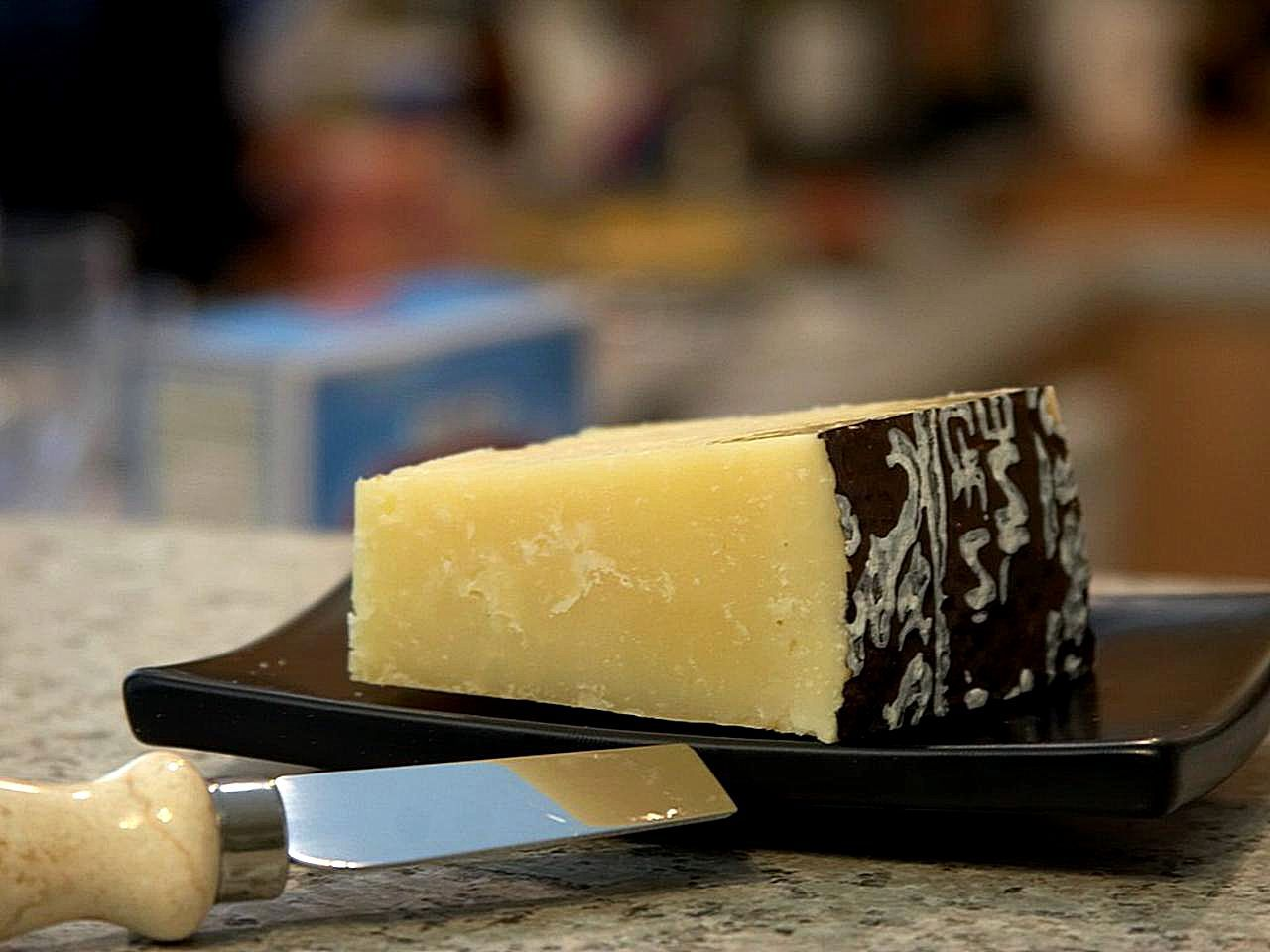
페코리노 로마노 치즈

이 치즈는 원형을 유지하고 있는 오늘날의 페코리노 로마노(Pecorino Romano)는 로마 외곽의 부락에서 만들어졌는데, 라틴 저자 바로와 장로 플리니우스가 약 2,000년 전에 기록으로 남겼다. 저장 기간이 길었기에 로마 군단병의 병영식으로 쓰이게 되었다. 1일 배급량은 27g(1 로마 온스)로 군단병에게 빵과 파로죽과 함께 배급되었다. 이 고열량 식단은 소화하기 용이해, 치즈를 통해 힘과 활력을 얻을 수 있었다. 이 치즈는 19세기까지 로마 근처(오늘날 라치오 주)에서만 생산되었다. 1884년, 로마 시의회는 로마의 식료품점에서 치즈에 가염처리를 하지 못하도록 규제를 가했지만 로마 외곽이나 라치오 주 다른 구역에서 치즈를 만들 때 가염하는 과정을 막을 수 없었다. 라치오 주 밖으로 생산 시설을 이동할 것을 압박받으면서, 치즈의 수요가 늘어났고, 라치오 주는 이 수요를 감당할 수 없었다. 그 결과 여러 생산사들이 사르데냐에 생산 시설을 확충하게 되었다. 로마의 기업가들이 단작할 최적의 장소를 물색하면서, 사르데냐는 인류의 활동으로 삼림 면적 감소로 심각한 타격을 받았다.
이 치즈는 라치오 주와 사르데냐에서 자란 양들의 젖으로만 생산할 수 있다. 현재 대부분의 치즈는 사르데냐, 특히 마코메르에서 생산된다. 페코리노 로마노를 생산할 때 같은 생산 구역의 양 레닛만을 쓸 수 있어, 채식주의자가 섭취하기에 부적절하다.
페코리노 로마노는 더 잘 알려진 파르미자노 레자노의 경우처럼 주로 파스타를 만드는데 사용된다. 특유의 향과 톡 쏘며, 짠 맛은 몇몇 이탈리아의 파스타 요리에 풍미를 더하며, 특히 아마트리차나 부카티니 카르보나라 스파게티, 그리치아 파스타, 그리고 카초 에 페페 스파게티(이 경우에는 주 재료로 사용) 등의 로마와 라치오 주 요리에 사용된다. 톡 쏘는 맛은 숙성 기간에 비례하는데, 5개월을 숙성하여 생식용으로 쓰거나 8개월 이상 숙성하여 강판에 갈아 쓰는 치즈로 쓸 수 있다. 대부분 양젖 치즈는 입자형 경성 치즈는 입자가 느껴지는 경성의 톡 쏘는 치즈다.

## 유사한 양젖 치즈
페코리노 로마노 외에도 여러 유사한 양젖 치즈가 있다. 페코리노 토스카노(토스카나 주 원산)와 페코리노 사르도(사르데냐 원산)는 페코리노 로마노만큼 짜지 않고, 대게 강판으로 갈아 요리에 쓰기 보다는 생식으로 섭취된다. 미국에서 유사한 "로마노 치즈"도 생산되기도 한다. 이는 페코리노 로마노와는 별개의 치즈로, 맛이 순하며 소젖으로 만든다.

## 같이 보기
- 사르다 양
- 고대 요리 목록
- 이탈리아의 원산지 명칭 보호 치즈 목록
- 양젖 치즈 목록